# Vinh Long
Vinh Long (vietnamita: Vĩnh Long) é uma província do Vietnã.